# Подбедрени кости
Подбедрени кости (на латински: ossa cruris, наричат се често скелет на подбедрото, skeleton cruris или подбедрица) представляват две дълги тръбести кости малък и голям пищял, които принадлежат към зевгоподиума на тазовия крайник.
За разлика от подраменните кости, двете кости, голям и малък пищял, при домашните животни вървят една до друга без да се кръстосват и затова малкият пищял заема латерално положение. Двете кости са отделени чрез междукостно пространство. Малкият пищял не артикулира с бедрената кост и има ограничен контакт със скелета. Тибията е винаги по-силно развитата кост и лежи медиално на фибулата. Тя единствено влиза в ставни съединения с бедрената кост и носи тежестта на тялото. Фибулата е значително по-слаба кост, която при някои видове е силно редуцирана. Степента на редукция зависи от начина на стъпване. Наблюдава се пряка връзка между броя на пръстите и начина на стъпване на земята. Така например при бозайници, които стъпват на петте си пръста фибулата е добре развита, докато при еднокопитните, които стъпват само на средния си пръст фибулата е незначителна, слабо развита кост.